# Can Maimó
Can Maimó és una obra del municipi de Vilanova del Vallès (Vallès Oriental) inclosa en l'Inventari del Patrimoni Arquitectònic de Catalunya.

## Descripció
Es tracta d'un edifici civil. Fou un antiga masia amb la teulada de dues vessants i amb un cos central més elevat de carener perpendicular a la façana. La porta principal d'accés és dovellada i no es troba centralitzada respecte a l'eix de simetria, a diferència d'una senzilla finestra d'estil conopial (de fet és una llinda en dues parts). El lateral dret fou construït posteriorment.